# West Ayton
West Ayton – wieś w Anglii, w hrabstwie North Yorkshire, w dystrykcie (unitary authority) North Yorkshire. Leży na granicy parku narodowego North York Moors, 51 km na północny wschód od miasta York i 306 km na północ od Londynu. W 2001 miejscowość liczyła 831 mieszkańców.